# Organisation du monde islamique pour l'éducation, les sciences et la culture
L’Organisation du monde islamique pour l'éducation, les sciences et la culture (ICESCO), anciennement appelé Organisation islamique pour l'éducation, les sciences et la culture (ISESCO), est une organisation internationale issue de l’Organisation de la coopération islamique (OCI) et spécialisée dans les domaines de l’éducation, des sciences, de la culture et de la communication dans les pays islamiques. Elle vise à soutenir et renforcer les liens entre les États membres dans le cadre de ses domaines de compétences.
Le siège de l'ICESCO est situé à Rabat, au Maroc. Son directeur général est docteur Salim Al-Malik.

## Présentation
Selon l'OCI, les objectifs de l'ICESCO sont de:  

« renforcer et de promouvoir la coopération entre les États membres dans les domaines de l'éducation, de la culture scientifique et de la communication ; de consolider la compréhension entre les peuples à l'intérieur et à l'extérieur des États membres ; de contribuer à la paix et la sécurité mondiales par divers moyens ; de faire connaître la véritable image de l'Islam et la culture islamique ; de favoriser le dialogue entre civilisations, cultures et religions ; de favoriser les interactions culturelles et de favoriser la diversité culturelle dans les États membres, en préservant les spécificités culturelles et les valeurs intellectuelles. »

L'ICESCO désigne chaque année trois capitales culturelles islamiques. Amina Al-Hajri a expliqué qu'une capitale culturelle islamique doit avant tout « être d'une authenticité historique documentée, avoir une contribution exceptionnelle à la connaissance et à l'apprentissage qui la distingue dans le pays et la région, un apport important à la culture islamique et à la culture humaine en général ». Les trois villes qui portent le titre en 2017 sont Mashhad en Iran pour l'Asie, Amman en Jordanie pour la région arabe et Kampala en Ouganda pour l'Afrique,.

## «Stratégie de l’action islamique culturelle à l’extérieur du monde islamique»
En 1983, l’Organisation islamique pour l'éducation, les sciences et la culture et l’Organisation de la coopération islamique s'accordent sur la mise au point d'une stratégie de renforcement des communautés musulmanes installées en Occident. Le document est intitulé « Stratégie de l’action islamique culturelle à l’extérieur du monde islamique ». Le document est adopté au Sommet de Doha au Qatar en 2000 par les pays membres de l’ISESCO.
En 2018, Jean-Frédéric Poisson publie un ouvrage pour commenter ce texte qu'il voit comme « un véritable document de conquête ».

## Historique

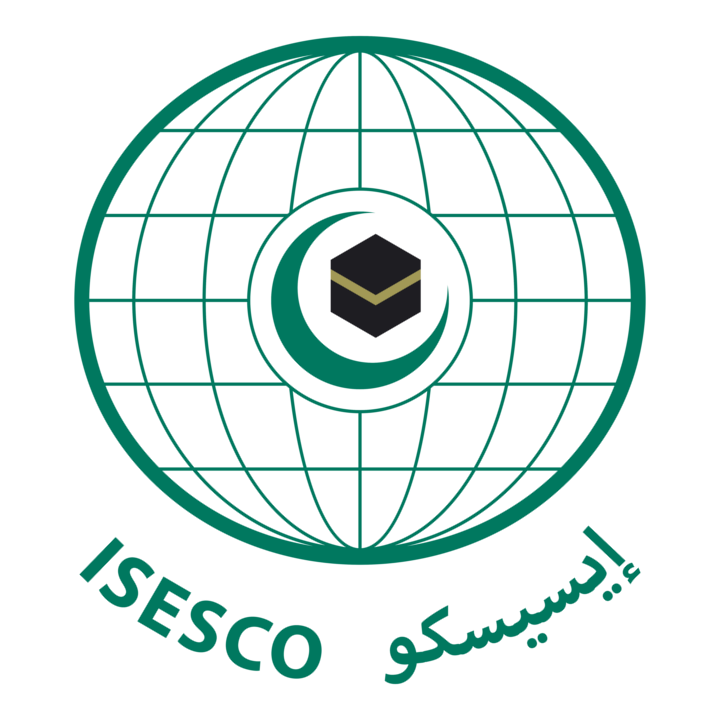
Ancien logo.

La résolution suprême rendue par la 3e Conférence du Sommet islamique (Makkah Al-Mukarramah, 25-28 janvier 1981), confirme la création d’un nouvel organe islamique international, venu enrichir les autres organes d’action islamique commune œuvrant dans le cadre de l’Organisation de la coopération islamique (OCI), et portant le nom d'Organisation islamique pour l’éducation, les sciences et la culture.
Le 30 janvier 2020, la 40e session du Conseil exécutif de l’Organisation islamique pour l’éducation, les sciences et la culture (ISESCO), tenue les 29 et 30 janvier 2020 à Abu Dhabi (Émirats arabes unis), adopte le changement de l’appellation de l’Organisation en : Organisation du monde islamique pour l'éducation, les sciences et la culture (ICESCO). À cet égard, le docteur Salim Al-Malik, directeur général de l’ICESCO, précise que le changement de cette appellation vise à clarifier les ambiguïtés concernant la nature de ses fonctions de non prédication et ouvrir des horizons plus larges à sa présence sur la scène internationale. Il s'agit aussi d’indiquer que la nouvelle appellation reflète de façon plus précise la mission civilisationnelle de l'organisation, dans les domaines de l’éducation, des sciences, de la culture et de la communication, ainsi que les objectifs qu’elle s’emploie à atteindre.

## Organisation

### États membres et date d’adhésion
| Drapeau             | Nom                                             | Date d'adhésion |
| ------------------- | ----------------------------------------------- | --------------- |
| Azerbaïdjan         | République d’Azerbaïdjan                        | 1991            |
| Jordanie            | Royaume hachémite de Jordanie                   | 1982            |
| Afghanistan         | République islamique d’Afghanistan              | 2003            |
| Émirats arabes unis | État des Émirats arabes unis                    | 1983            |
| Indonésie           | République d’Indonésie                          | 1986            |
| Ouzbékistan         | République d’Ouzbékistan                        | 2017            |
| Ouganda             | République d’Ouganda                            | 2012            |
| Iran                | République islamique d’Iran                     | 1992            |
| Pakistan            | République islamique du Pakistan                | 1982            |
| Bahreïn             | Royaume de Bahreïn                              | 1982            |
| Brunei              | Brunei Darussalam                               | 1985            |
| Bangladesh          | République populaire du Bangladesh              | 1982            |
| Bénin               | République du Bénin                             | 1988            |
| Burkina Faso        | Burkina Faso                                    | 1982            |
| Tadjikistan         | République du Tadjikistan                       | 1993            |
| Turquie             | République de Turquie                           | 2017            |
| Tchad               | République du Tchad                             | 1982            |
| Togo                | République togolaise                            | 2002            |
| Tunisie             | République tunisienne                           | 1982            |
| Algérie             | République algérienne démocratique et populaire | 2000            |
| Djibouti            | République de Djibouti                          | 1982            |
| Arabie saoudite     | Royaume d’Arabie saoudite                       | 1982            |
| Soudan              | République du Soudan                            | 1982            |
| Suriname            | République du Suriname                          | 1996            |
| Syrie               | République arabe syrienne                       | 1982            |
| Sierra Leone        | République de Sierra Leone                      | 1984            |
| Sénégal             | République du Sénégal                           | 1982            |
| Somalie             | République fédérale de Somalie                  | 1982            |
| Irak                | République d’Irak                               | 1982            |
| Oman                | Sultanat d’Oman                                 | 1982            |
| Gabon               | République gabonaise                            | 1982            |
| Gambie              | République de Gambie                            | 1982            |
| Guyana              | République du Guyana                            | 2014            |
| Guinée              | République de Guinée                            | 1982            |
| Guinée-Bissau       | République de Guinée-Bissau                     | 1984            |
| Palestine           | État de Palestine                               | 1982            |
| Kazakhstan          | République du Kazakhstan                        | 1996            |
| Qatar               | État du Qatar                                   | 1982            |
| Comores             | Union des Comores                               | 1982            |
| Kirghizistan        | République du Kirghiz                           | 1996            |
| Cameroun            | République du Cameroun                          | 2001            |
| Côte d'Ivoire       | République de Côte d’Ivoire                     | 2001            |
| Koweït              | État du Koweït                                  | 1982            |
| Liban               | République libanaise                            | 2002            |
| Libye               | État de Libye                                   | 1984            |
| Maldives            | République des Maldives                         | 1982            |
| Mali                | République du Mali                              | 1982            |
| Malaisie            | Malaisie                                        | 1982            |
| Égypte              | République arabe d’Égypte                       | 1984            |
| Maroc               | Royaume du Maroc                                | 1982            |
| Mauritanie          | République islamique de Mauritanie              | 1982            |
| Niger               | République du Niger                             | 1982            |
| Nigeria             | République fédérale du Nigeria                  | 2001            |
| Yémen               | République du Yémen                             | 1983            |

### États observateurs
| Thaïlande | Chypre du Nord | Russie |
| --------- | -------------- | ------ |

## Direction
- 1991-2019 : Dr Abdulaziz Othman Altwaijri (Arabie saoudite)[7].
- Depuis 2019 : Dr Salim Al-Malik[8] (Arabie saoudite).